# Dejan Lovren

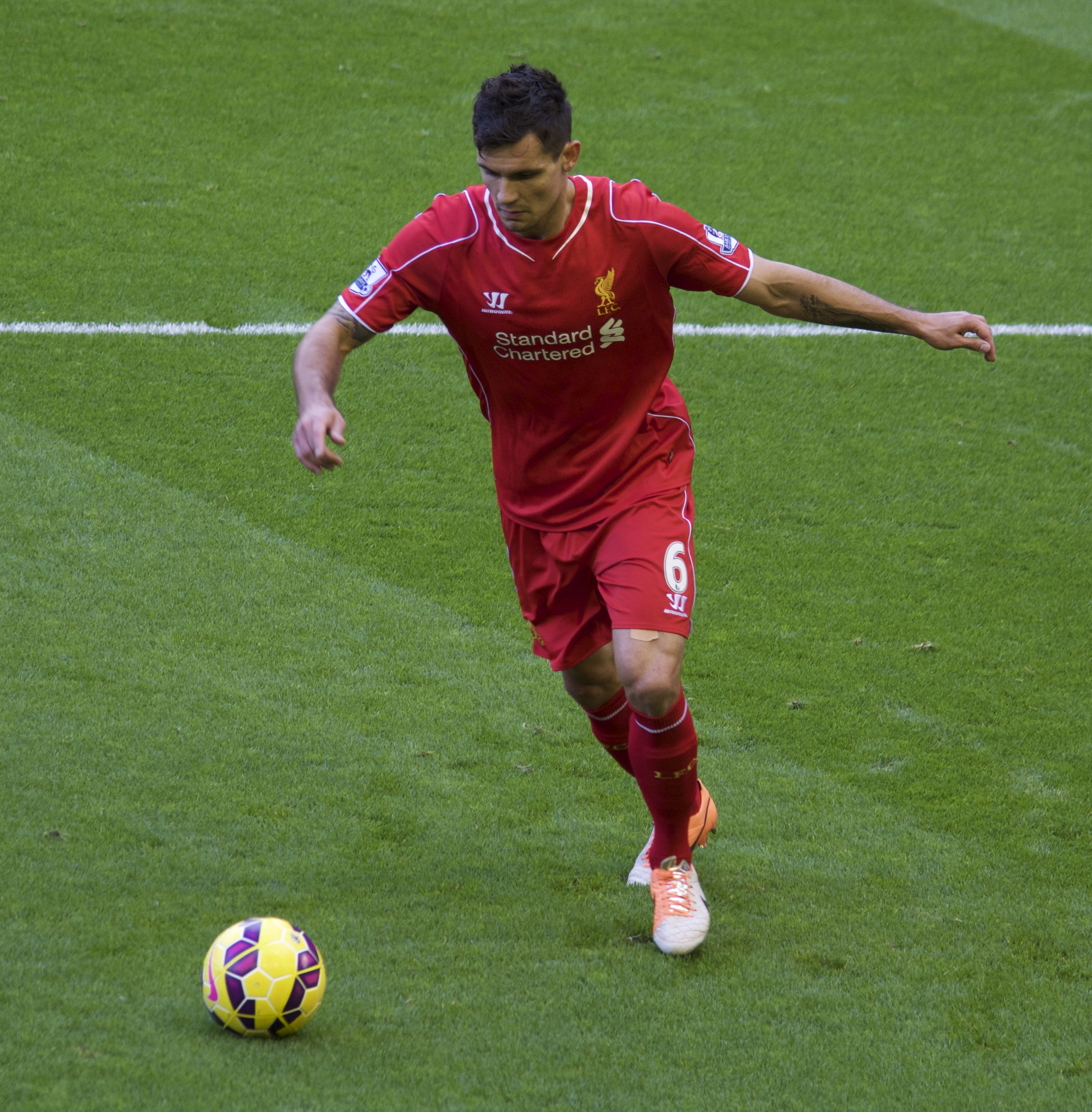
Lovren spelend voor Liverpool

Dejan Lovren (Zenica, 5 juli 1989) is een in Bosnië en Herzegovina geboren Kroatisch voetballer die doorgaans als centrale verdediger speelt.

## Clubcarrière
Lovren stroomde in 2005 door vanuit de jeugd van Dinamo Zagreb. Dat verruilde hij in 2010 voor Olympique Lyonnais. In datzelfde jaar stond zijn naam in de top honderd van grote talenten ter wereld opgesteld door het Spaanse magazine Don Balón.

### Southampton
Lovren tekende op 14 juni 2013 een vierjarig contract bij Southampton. The Saints legden een bedrag van circa 10 miljoen euro op tafel voor de centrumverdediger. Andere clubs die geïnteresseerd waren in de verdiensten van Lovren, waren onder meer Atlético Madrid, Chelsea en AC Milan. De Kroaat debuteerde op 17 augustus 2013 voor Southampton in een met 1-0 gewonnen wedstrijd tegen West Bromwich Albion. Lovren speelde de volle 90 minuten in de The Hawthorns. Lovren scoorde voor Southampton op 21 september 2013, tegen Liverpool. Hij werd na het duel verkozen tot Man van de wedstrijd. Lovren gaf in een uitwedstrijd tegen Manchester United in de laatste minuten van het duel de assist voor de gelijkmaker van Adam Lallana. De commentatoren van Sky Sports plaatsten Lovren in december 2013 in hun lijst van de beste elf spelers van de Premier League. Daarnaast werd de Kroaat opgenomen in de lijst van de tien beste transfers van de Premier League van het seizoen 2013/2014.
Volgens de statistieken van het voetbalportaal Whoscored.com was Lovren na vijftien speelrondes de beste verdediger van de Premier League met een rating van 7.6. Tegen Sunderland maakte hij in januari 2014 de 2-1, waarna Sunderland nog wel gelijkmaakte. Lovren verliet die wedstrijd in de achtentachtigste minuut per brancard het veld.

### Liverpool
In juli 2014 betaalde Liverpool 25 miljoen euro voor Lovren, waarmee hij op dat moment de op tien na duurste verdediger in de geschiedenis van het professionele voetbal was. Lovren tekende voor vier jaar en was na Adam Lallana en Rickie Lambert de derde speler van Southampton die deze zomer naar Liverpool verkaste. Daarnaast was Lovren de op een na duurste aankoop van Liverpool dat seizoen en op dat moment de duurste verdediger in de geschiedenis van de club. Ook was hij na Luka Modrić, die voor 30 miljoen euro van Tottenham Hotspur naar Real Madrid ging, de duurste Kroaat ooit. Lovren kreeg bij Liverpool rugnummer zes. Hij debuteerde op 10 augustus 2014 voor zijn nieuwe club, tegen Borussia Dortmund. Hij maakte die wedstrijd in de veertiende minuut ook zijn eerste goal voor Liverpool. In de wedstrijd tegen Carlisle United in september 2015, raakte de in Bosnië en Herzegovina geboren Kroaat ernstig geblesseerd. De verdediger werd met een zuurstofmasker op een brancard van het veld gehaald. Hierdoor moest Lovren ongeveer twee maanden pauzeren.

### Latere carrière
Hij tekende in januari 2023 opnieuw bij Olympique Lyonnais, dat hem overnam van FK Zenit. Lovren debuteerde in 2009 in het Kroatisch voetbalelftal. In september 2024 ging hij naar het Griekse PAOK FC.

## Clubstatistieken
| Seizoen | Club             | Land               | Competitie     | Competitie | Competitie | Beker | Beker | Internationaal | Internationaal | Totaal | Totaal |
| Seizoen | Club             | Land               | Competitie     | Wed.       | Dlp.       | Wed.  | Dlp.  | Wed.           | Dlp.           | Wed.   | Dlp.   |
| ------- | ---------------- | ------------------ | -------------- | ---------- | ---------- | ----- | ----- | -------------- | -------------- | ------ | ------ |
| 2005/06 | Dinamo Zagreb    | Vlag van Kroatië   | 1. HNL         | 1          | 0          | 0     | 0     | —              | —              | 1      | 0      |
| 2006/07 | → Inter Zaprešić | Vlag van Kroatië   | 2. HNL         | 21         | 0          | 4     | 0     | —              | —              | 25     | 0      |
| 2007/08 | → Inter Zaprešić | Vlag van Kroatië   | 1. HNL         | 29         | 1          | 2     | 0     | —              | —              | 31     | 1      |
| 2008/09 | Dinamo Zagreb    | Vlag van Kroatië   | 1. HNL         | 22         | 1          | 8     | 1     | 8              | 1              | 38     | 3      |
| 2009/10 | Dinamo Zagreb    | Vlag van Kroatië   | 1. HNL         | 14         | 0          | 4     | 0     | 11             | 1              | 29     | 1      |
| 2009/10 | Olympique Lyon   | Vlag van Frankrijk | Ligue 1        | 8          | 0          | 2     | 0     | 0              | 0              | 10     | 0      |
| 2010/11 | Olympique Lyon   | Vlag van Frankrijk | Ligue 1        | 28         | 0          | 3     | 0     | 6              | 1              | 37     | 1      |
| 2011/12 | Olympique Lyon   | Vlag van Frankrijk | Ligue 1        | 18         | 1          | 5     | 0     | 8              | 0              | 31     | 1      |
| 2012/13 | Olympique Lyon   | Vlag van Frankrijk | Ligue 1        | 18         | 1          | 1     | 0     | 5              | 0              | 24     | 1      |
| 2013/14 | Southampton      | Vlag van Engeland  | Premier League | 31         | 2          | 0     | 0     | —              | —              | 31     | 2      |
| 2014/15 | Liverpool        | Vlag van Engeland  | Premier League | 26         | 0          | 6     | 1     | 6              | 0              | 38     | 1      |
| 2015/16 | Liverpool        | Vlag van Engeland  | Premier League | 24         | 0          | 5     | 0     | 10             | 1              | 39     | 1      |
| 2016/17 | Liverpool        | Vlag van Engeland  | Premier League | 29         | 2          | 3     | 0     | —              | —              | 32     | 2      |
| 2017/18 | Liverpool        | Vlag van Engeland  | Premier League | 29         | 2          | 0     | 0     | 14             | 0              | 43     | 2      |
| 2018/19 | Liverpool        | Vlag van Engeland  | Premier League | 13         | 1          | 2     | 0     | 3              | 0              | 18     | 1      |
| 2019/20 | Liverpool        | Vlag van Engeland  | Premier League | 10         | 0          | 2     | 0     | 3              | 1              | 15     | 1      |
| 2020/21 | FK Zenit         | Vlag van Rusland   | Premjer-Liga   | 21         | 2          | 2     | 0     | 12             | 1              | 35     | 3      |
| 2021/22 | FK Zenit         | Vlag van Rusland   | Premjer-Liga   | 14         | 0          | 1     | 0     | 4              | 0              | 19     | 0      |
| 2022/23 | FK Zenit         | Vlag van Rusland   | Premjer-Liga   | 15         | 1          | 1     | 0     | —              | —              | 16     | 1      |
| 2022/23 | Olympique Lyon   | Vlag van Frankrijk | Ligue 1        | 0          | 0          | 0     | 0     | —              | —              | 0      | 0      |
| Totaal  | Totaal           | Totaal             | Totaal         | 371        | 12         | 51    | 2     | 90             | 6              | 502    | 21     |

## Interlandcarrière
| #                                   | Datum             | Wedstrijd               | Uitslag | Competitie           | Goals |
| ----------------------------------- | ----------------- | ----------------------- | ------- | -------------------- | ----- |
| 1.                                  | 8 oktober 2009    | Kroatië – Qatar         | 3 – 2   | Vriendschappelijk    | 0     |
| 2.                                  | 14 oktober 2009   | Kroatië – Kazachstan    | 2 – 1   | WK-kwalificatie 2010 | 0     |
| 3.                                  | 3 maart 2010      | België – Kroatië        | 0 – 1   | Vriendschappelijk    | 0     |
| 4.                                  | 23 mei 2010       | Wales – Kroatië         | 0 – 2   | Vriendschappelijk    | 0     |
| 5.                                  | 26 mei 2010       | Kroatië – Estland       | 0 – 0   | Vriendschappelijk    | 0     |
| 6.                                  | 9 februari 2011   | Kroatië – Tsjechië      | 4 – 2   | Vriendschappelijk    | 0     |
| 7.                                  | 12 maart 2011     | Georgië – Kroatië       | 1 – 0   | EK-kwalificatie 2012 | 0     |
| 8.                                  | 29 maart 2011     | Frankrijk – Kroatië     | 0 – 0   | Vriendschappelijk    | 0     |
| 9.                                  | 10 augustus 2011  | Kroatië – Ierland       | 0 – 0   | Vriendschappelijk    | 0     |
| 10.                                 | 2 september 2011  | Kroatië – Malta         | 3 – 1   | EK-kwalificatie 2012 | 1     |
| 11.                                 | 6 september 2011  | Israël – Kroatië        | 1 – 3   | EK-kwalificatie 2012 | 0     |
| 12.                                 | 7 oktober 2011    | Griekenland – Kroatië   | 2 – 0   | EK-kwalificatie 2012 | 0     |
| 13.                                 | 11 oktober 2011   | Kroatië – Letland       | 2 – 0   | EK-kwalificatie 2012 | 0     |
| 14.                                 | 16 oktober 2012   | Kroatië – Wales         | 2 – 0   | WK-kwalificatie 2014 | 0     |
| 15.                                 | 6 februari 2013   | Zuid-Korea – Kroatië    | 0 – 4   | Vriendschappelijk    | 0     |
| 16.                                 | 22 maart 2013     | Kroatië – Servië        | 2 – 0   | WK-kwalificatie 2014 | 0     |
| 17.                                 | 26 maart 2013     | Wales – Kroatië         | 1 – 2   | WK-kwalificatie 2014 | 1     |
| 18.                                 | 14 augustus 2013  | Liechtenstein – Kroatië | 2 – 3   | Vriendschappelijk    | 0     |
| 19.                                 | 6 september 2013  | Servië – Kroatië        | 1 – 1   | WK-kwalificatie 2014 | 0     |
| 20.                                 | 10 september 2013 | Zuid-Korea – Kroatië    | 1 – 2   | Vriendschappelijk    | 0     |
| 21.                                 | 11 oktober 2013   | Kroatië – België        | 1 – 2   | WK-kwalificatie 2014 | 0     |
| 22.                                 | 15 oktober 2013   | Schotland – Kroatië     | 2 – 0   | WK-kwalificatie 2014 | 0     |
| 23.                                 | 19 november 2013  | Kroatië – IJsland       | 2 – 0   | WK-kwalificatie 2014 | 0     |
| 24.                                 | 5 maart 2014      | Zwitserland – Kroatië   | 2 – 2   | Vriendschappelijk    | 0     |
| 25.                                 | 6 juni 2014       | Kroatië – Australië     | 1 – 0   | Vriendschappelijk    | 0     |
| 26.                                 | 12 juni 2014      | Brazilië – Kroatië      | 3 – 1   | WK 2014              | 0     |
| 27.                                 | 18 juni 2014      | Kameroen – Kroatië      | 0 – 4   | WK 2014              | 0     |
| 28.                                 | 23 juni 2014      | Kroatië – Mexico        | 1 – 3   | WK 2014              | 0     |
| 29.                                 | 4 september 2014  | Kroatië – Cyprus        | 2 – 0   | Vriendschappelijk    | 0     |
| 30.                                 | 9 september 2014  | Kroatië – Malta         | 2 – 0   | EK-kwalificatie 2016 | 0     |
| 31.                                 | 23 maart 2016     | Kroatië – Israël        | 2 – 0   | Vriendschappelijk    | 0     |
| Totaal                              | Totaal            | Totaal                  | Totaal  | Totaal               | 2     |
| Laatst bijgewerkt op 27 maart 2016. |                   |                         |         |                      |       |

## Erelijst
| Competitie             |               |                  |               |               |
| Competitie             | Aantal        | Jaren            |               |               |
| Dinamo Zagreb          | Dinamo Zagreb | Dinamo Zagreb    | Dinamo Zagreb | Dinamo Zagreb |
| ---------------------- | ------------- | ---------------- | ------------- | ------------- |
| 1. HNL                 | 2x            | 2005/06, 2008/09 |               |               |
| Hrvatski nogometni kup | 1x            | 2009             |               |               |
| Inter Zaprešić         |               |                  |               |               |
| 2. HNL                 | 1x            | 2006/07          |               |               |
| Olympique Lyonnais     |               |                  |               |               |
| Coupe de France        | 1x            | 2011/2012        |               |               |
| Liverpool              |               |                  |               |               |
| UEFA Champions League  | 1x            | 2018/19          |               |               |
| UEFA Super Cup         | 1x            | 2019             |               |               |
| FIFA Club World Cup    | 1x            | 2019             |               |               |
| Premier League         | 1x            | 2019/20          |               |               |
| FK Zenit               |               |                  |               |               |
| Russische Supercup     | 1x            | 2020             |               |               |
| Premjer-Liga           | 1x            | 2020/21          |               |               |

| Competitie | Winnaar | Winnaar | Runner-up | Runner-up | Derde   | Derde   |
| Competitie | Aantal  | Jaren   | Aantal    | Jaren     | Aantal  | Jaren   |
| Kroatië    | Kroatië | Kroatië | Kroatië   | Kroatië   | Kroatië | Kroatië |
| ---------- | ------- | ------- | --------- | --------- | ------- | ------- |
| FIFA WK    |         |         | 1x        | 2018      | 1x      | 2022    |